# Dokumentarische Methode
Die dokumentarische Methode ist ein Verfahren der rekonstruktiven respektive qualitativen Sozialforschung, die in den Sozial-, Kultur-, Bildungs- und Erziehungswissenschaften entwickelt wurde und vor allem in diesen zur Anwendung kommt.

## Begriff
Der Begriff 'dokumentarische Methode' (bzw. documentary method) geht auf Harold Garfinkel  zurück, der damit die Methoden der Herstellung einer gemeinsamen, alltäglichen Ordnung kennzeichnet (vgl. Garfinkel, 1967: 95). Eine Interpretation von Handlungen anderer erfolgt demnach stets vor dem Hintergrund eines nicht explizierten Kontextwissens, das Gesellschaftsmitglieder teilen; das bedeutet, dass wir Handlungen und Aussagen stets als 'Dokument für etwas' oder 'Hinweis auf etwas' wahrnehmen. Die dokumentarische Methode ist bei Garfinkel also eine Methode der gegenseitigen Beobachtung und Interpretation im Alltag, eine Methode zur Konstruktion einer gemeinsamen Wirklichkeit.
Etwas anders ist dies bei dem Wissenssoziologen Karl Mannheim gefasst, auf den sich Garfinkel bezieht. Mannheim unterscheidet im Kontext der wissenschaftlichen Beobachtung von Alltagsakteuren den „Dokumentsinn“ einer Handlung oder Aussage von einem „objektiven Sinn“ und einem „intendierten Ausdruckssinn“, also subjektiven Sinn (Mannheim, 1964: 104). Den Unterschied erläutert er an folgendem Beispiel: „Ich gehe mit einem Freunde auf der Straße, ein Bettler steht an der Ecke, er gibt ihm ein Almosen“ (ebd.: 105).
Der objektive Sinn dieser Handlung, der unabhängig von Intentionen oder Motiven oder der Art und Weise, wie sie ausgeführt wird (bspw. gleichgültig, genervt, freigiebig) ist, ist Mannheim zufolge die ‚Hilfe’. Daneben verbindet der Freund auch eine Absicht mit seiner Handlung, es besteht somit eine „zweite Sinnschicht: die des Ausdruckssinns. Diese zweite Art des Sinns ist im Unterschiede von der ersten dadurch charakterisiert, daß sie keineswegs jene Ablösbarkeit vom Subjekt und dessen realen Erlebnisstrom besitzt, sondern nur darauf bezogen, nur aus diesem ‚Innenweltbezug’ heraus ihren völlig individualisierten Sinn erhält“ (ebd.: 107). Diese Sinnschicht besteht aus der Intention oder dem Motiv, das der Handelnde mit seinem Tun und Lassen verknüpft, was gleichgesetzt werden kann mit der „Motivationsrelevanz“ (Schütz / Luckmann, 2003: 286ff.) im Sinne der Schütz’schen Wissenssoziologie.
Anders als für Alfred Schütz jedoch, ist für Mannheim diese Sinnschicht kein zentraler Gegenstand wissenssoziologischer Analysen. Vielmehr gibt es eine dritte Sinnschicht, in der nicht das (intendierte) Was der Handlung, sondern das Wie, der „modus operandi“ (Bohnsack, 2008: 60), interessiert: „In diesem Falle kommt es mir gar nicht darauf an, was der Freund objektiv getan, geleistet hatte, auch nicht darauf, was er durch seine Tat ausdrücken ‚wollte’, sondern das was durch seine Tat, auch von ihm unbeabsichtigt, sich für mich über ihn dokumentiert“ (Mannheim, 1964: 108). Eine solche Analysehaltung lässt sich auf alle Handlungsweisen des Freunds (bzw. generell die Handlungspraxis der Beforschten) ausdehnen: „In dieser Richtung kann ich alle seine Objektivationen auffassen, seine Miene, sein Gebärdenspiel, sein Lebenstempo, sein Sprachrhythmus, verharre ich in dieser interpretativen Einstellung, so bekommt jede seiner Regungen und Handlungen eine neue ‚Deutung’“ (Mannheim, 1964: 108). Das heißt, in dem Dokumentsinn spiegeln sich elementare Erfahrungs- und Wissensstrukturen, also Strukturen eines konjunktiven Wissen im Sinne Mannheims.
Mannheim grenzt die Form eines konjunktiven Wissens von einem kommunikativen Wissen ab; eine Unterscheidung, die konstitutiv ist für die Weiterentwicklung der Mannheim'schen Wissenssoziologie zu einer "praxeologischen Wissenssoziologie" (Bohnsack 2006c, 2007) und für die von Ralf Bohnsack entwickelte dokumentarische Methode als Interpretationstechnik und Auswertungsverfahren der qualitativen resp. rekonstruktiven Sozialforschung.

## Leitdifferenz
Jegliches Denken, Fühlen und Wahrnehmen der Welt und der Menschen, die sie mit ihren Handlungen bevölkern, ist nach Mannheim an unseren Standort in der Welt gebunden. Diese unhintergehbare Aspekthaftigkeit erläutert er anhand der Wahrnehmung einer Landschaft, die notwendigerweise nur in der Landschaft selbst und von einem bestimmten Aussichtspunkt möglich ist (vgl. Mannheim 1980: 212). Die Landschaft als solche ist nicht zu erkennen. Das Auflösen der Perspektivität zugunsten einer Objektivität bedeutet das Anfertigen einer Landkarte, die gelesen und nicht erfahren werden kann. In diesem Sinne prägte auch Korzybski den berühmten Satz: „the map is not the territory“ (1958 [1933]: 58). Wie Landschaften nur perspektivisch erfahren werden können, so gilt das auch für die soziale Wirklichkeit. Wir bewegen uns in unterschiedlichen Erfahrungsräumen, die für die „Aspekthaftigkeit“ (Bohnsack, 2008: Kap. 10 und 11) des Daseins von erheblicher Relevanz sind. Es handelt sich im Sinne Mannheims um konjunktive Erfahrungsräume, die sich dadurch auszeichnen, dass ihre Mitglieder wesentliche Aspekte einer gemeinsamen Weltanschauung und einen ähnlichen Denkstil, das heißt gemeinsame Erfahrungs- und Wissensstrukturen, teilen. Damit geht auch eine gemeinsame Sprache einher, deren Indexikalität (im Sinne des Sinnüberschusses von Zeichen) auf eine erfahrungsraumspezifische Weise reduziert wird, so dass „für die engere Gemeinschaft eine konjunktiv bedingte Bedeutung“ (Mannheim, 1980: 218) entsteht, die sich vom „Allgemeinbegriff in definitorischer Charakterisiertheit“ (ebd.: 220) unterscheidet. Dem konjunktiven Wissen aus spezifischen Erfahrungsräumen (die bspw. durch die Dimensionen Geschlecht, Generation, Milieu, Peerkultur bedingt sein können) sind also jene Allgemeinplätze und Stereotype gegenüberzustellen, die einem kollektiv geteilten Common Sense entspringen und kaum mit der eigenen Alltagspraxis verknüpft sind.
Die Konjunktivität der Sprache in spezifischen Erfahrungsräumen und Gemeinschaften hat eine doppelte Wirkung: Zum einen lassen sich Erfahrungen in der Sprache „bannen“ (ebd.: 222) und „fixieren“ (ebd.: 229), so dass eine gemeinsam geteilte Bedeutungswelt entsteht und Wissensstrukturen sedimentieren. Andererseits lassen sich durch die Benennung Ereignisse, Verhältnisse und Sachverhalte in den gemeinsamen Erfahrungsraum ziehen, auf diesen beziehen, so dass eine Gruppe bestimmte Sachverhalte auf ähnliche Art und Weise wahrnimmt und alltagspraktisch regelt. Insbesondere über die Sprache entstehen also erfahrungsraumspezifische Kollektivvorstellungen (die nicht mit Émile Durkheims Kollektivbewusstsein zu verwechseln sind): „Die Kollektivvorstellungen sind also der Niederschlag der perspektivischen, jedoch stereotypisierten, d. h. auf einen bestimmten Erfahrungsraum bezogenen konjunktiven Erfahrung“ (Mannheim, 1980: 231). Das Wissen, das in konjunktiven Erfahrungsräumen entsteht, ist ein implizites und weitgehend atheoretisches Wissen (im Sinne des Habitus Bourdieus), das kaum explizit abgefragt werden kann und sich in dem ‚Wie’ sozialer Handlungen und Äußerungen ausdrückt bzw. dokumentiert.

## Verwendung als Interpretationsverfahren der qualitativen Sozialforschung
Ralf Bohnsack (2008, 2009) hat in Anschluss an Mannheim und Garfinkel und in Auseinandersetzung mit Pierre Bourdieus Sozialtheorie eine praxeologische Wissenssoziologie ausgearbeitet (Bohnsack 2007) und in diesem Kontext die dokumentarische Methode als ein Verfahren der Auswertung und Interpretation von Datenmaterial in der qualitativen resp. rekonstruktiven Sozialforschung entwickelt. Kern dieses Verfahrens ist die Rekonstruktion von Organisationsprinzipien konjunktiver Erfahrungsräume (Orientierungen), also eines implizit handlungsleitenden und weitgehend atheoretischen Wissens, sowie das Verhältnis dieses stillschweigenden Wissens zu explizierbaren (also reflexiv verfügbaren) Wissensbeständen (Selbstentwürfe, Theorien über sich selbst und andere). Um die Sinnschichten jenes konjunktiven Wissens freizulegen, verfährt die dokumentarische Methode in zwei spezifischen Interpretationsschritten.
Nachdem das Text-Material (Transkriptionen von Interviews, Gruppendiskussionen, Alltagsgesprächen etc.) gesichtet und zum Überblick und zum Vergleich thematisch gegliedert ist, wird von ausgewählten Passagen, vor allem solche einer erzählerischen oder interaktiven Dichte / Detailliertheit (so genannte "Fokussierungsmetaphern", vgl. Bohnsack 2006b: 67) eine formulierende und reflektierende Interpretation angefertigt. In der formulierenden Interpretation verbleibt der/die Forschende auf der Ebene des immanenten Sinngehalts, das heißt: Es wird reformuliert, WAS gesagt wurde. Dieser Schritt dient der Befremdung von dem Material sowie der Differenzierung thematischer Gehalte (in Ober- und Unterthemen), jegliches Kontextwissen ist auszublenden und in der Reformulierung sind Besonderheiten der Beforschten zu übernehmen (wie z. B. "Bildungsbetrieb" oder "Zuchtanstalt" als Ausdruck für "Schule").
Die anschließende reflektierende Interpretation des Materials ist der Kern der dokumentarischen Methode. Hier gilt es, von der Ebene des WAS des Textes Abstand zu nehmen und das WIE zu fokussieren und zu beschreiben, also: Wie wird z. B. von einer Person oder einer Gruppe ein spezifisches Thema behandelt oder Problem bearbeitet. Besondere Aufmerksamkeit kommt hier performatorischen Aspekten zu, wie der Diskursorganisation in Gruppendiskussionen / Alltagsgesprächen (Przyborski 2004) oder Textsorten im Interview (Nohl 2006). Dabei wird erstens (wie in allen elaborierten Verfahren der qualitativen Forschung) das Material sequenziell interpretiert (also Zug um Zug) und zweitens einer komparativen, fallübergreifenden Analyse unterzogen (Objektive Hermeneutik und dokumentarische Methode unterscheiden sich insbesondere in letzterem Aspekt). Ziel ist die Rekonstruktion von spezifischen Orientierungen ("Orientierungsrahmen", vgl. Bohnsack, 2006b: 132) der Beforschten und zumeist die Erstellung einer mehrdimensionalen Typologie. In dieser Hinsicht lässt sich unterscheiden zwischen einer sinngenetischen und soziogenetischen Typenbildung. Letztere vermag zugleich die soziale Konstitutionslogik der Entstehung der rekonstruierten Typen abzubilden, ein komplexes Unternehmen das zumeist Dissertationen oder größeren Projektzusammenhängen vorbehalten bleibt.

## Anwendungsgebiete
Zunächst anhand von Gruppendiskussionen ausgearbeitet, ist die dokumentarische Methode heute ein Standardverfahren der empirischen Forschung in den Sozial- und Erziehungswissenschaften, das bei der Interpretation von Alltagsgesprächen, Interviews, Protokollen teilnehmender Beobachtung, schriftlichen Äußerungen von Beforschten sowie Bildern und Filmen zur Anwendung kommt. Anwendungsgebiete sind bspw. die Jugendforschung, Bildungsforschung, Schulforschung, Medien(rezeptions)forschung, Organisationsforschung, Migrationsforschung, Gender-Forschung, Ritualforschung, Familienforschung, Evaluationsforschung u. v. m. (vgl. die Übersicht in Bohnsack, 2008: 31).